# Andrea Conti (football, 1994)
Pour les articles homonymes, voir Andrea Conti et Conti.
Andrea Conti, né le 2 mars 1994 à Lecco, est un footballeur international italien évoluant au poste d'arrière droit à l'UC Sampdoria.

## Biographie

### Carrière en club
Lors de la saison 2016-2017, il inscrit huit buts en Serie A italienne avec le club de l'Atalanta.
Le 7 juillet 2017, Conti s'engage en faveur de l'AC Milan pour cinq saisons. Le 27 juillet 2017, il joue son premier match, remplaçant Ignazio Abate en Ligue Europa contre le CS Universitatea Craiova. Néanmoins, Conti se rompt les ligaments croisés antérieurs du genou gauche en septembre et reste éloigné des terrains pour au moins six mois,. Au mois de mars 2018, il se blesse à la même région musculaire et subit une nouvelle opération. Pour sa première saison milanaise, il ne prend part qu'à cinq matchs.
Ayant perdu du temps de jeu lors de la saison 2020-2021, Conti est prêté à Parme en janvier 2021 pour six mois avec une option d'achat avec conditions. Il dispute onze matchs de championnat, freiné par des problèmes physiques, et retourne finalement à Milan.
Le 10 janvier 2022, Conti signe à la Sampdoria, sans que le montant du transfert ni la durée du contrat ne soit révélé. Toutefois, certains médias italiens font état d'un contrat courant jusqu'en juin 2022 avec la possibilité d'une prolongation,. L'arrière, utilisé une seule fois depuis le début de saison à Milan, cherche à se relancer après quatre ans et demi difficile chez les Rossoneri.
Conti dispute ses premières minutes le 15 janvier en remplaçant Alex Ferrari contre le Torino FC lors de la 22e journée de Serie A. Trois jours plus tard, il connaît sa première titularisation et inscrit le seul but de son équipe au cours d'une défaite 4-1 face à la Juventus en huitièmes de finale de la Coupe d'Italie.

### Carrière internationale
Andrea Conti est régulièrement appelé dans les équipes nationales de jeunes. Il reçoit notamment 14 sélections avec les moins de 21 ans, inscrivant un but lors d'un match amical contre les espoirs anglais.
Sa saison remarquée à l'Atalanta Bergame lui vaut une première convocation en équipe d'Italie pour les matchs de juin 2017 mais il reste sur le banc lors des deux rencontres. Conti honore sa première sélection le 5 septembre 2017 en remplaçant Davide Zappacosta contre l'Israël en éliminatoires de la Coupe du monde 2018. Ses débuts sont entachés par une entorse à la cheville, une dizaine de jours avant qu'il ne se rompe les ligaments croisés avec Milan.

## Statistiques
| Saison                | Club                   | Championnat           | Championnat | Championnat | Championnat | Coupe(s) nationale(s) | Coupe(s) nationale(s) | Coupe(s) nationale(s) | Supercoupe | Supercoupe | Supercoupe | Compétition(s) continentale(s) | Compétition(s) continentale(s) | Compétition(s) continentale(s) | Compétition(s) continentale(s) | Autres compétitions | Autres compétitions | Autres compétitions | Autres compétitions | Total | Total | Total |
| Saison                | Club                   | Division              | M.          | B.          | P.d.        | M.                    | B.                    | P.d.                  | M.         | B.         | P.d.       | Comp.                          | M.                             | B.                             | P.d.                           | Comp.               | M.                  | B.                  | P.d.                | M.    | B.    | P.d.  |
| 2015-2016             | Atalanta Bergame       | Serie A               | 14          | 2           | 0           | 1                     | 0                     | 0                     | -          | -          | -          | -                              | -                              | -                              | -                              | -                   | -                   | -                   | -                   | 15    | 2     | 0     |
| 2016-2017             | Atalanta Bergame       | Serie A               | 33          | 8           | 4           | 2                     | 0                     | 1                     | -          | -          | -          | -                              | -                              | -                              | -                              | -                   | -                   | -                   | -                   | 35    | 8     | 5     |
| Sous-total            | Sous-total             | Sous-total            | 47          | 10          | 4           | 3                     | 0                     | 1                     | -          | -          | -          | -                              | -                              | -                              | -                              | -                   | -                   | -                   | -                   | 50    | 10    | 5     |
| 2013-2014             | AC Pérouse (prêt)      | Serie C (it)          | 16          | 0           | 1           | 1                     | 0                     | 0                     | -          | -          | -          | -                              | -                              | -                              | -                              | CLP (it)+SLP (it)   | 3+1                 | 0                   | 0                   | 21    | 0     | 1     |
| 2014-2015             | Virtus Lanciano (prêt) | Serie B               | 24          | 0           | 0           | 1                     | 0                     | 0                     | -          | -          | -          | -                              | -                              | -                              | -                              | -                   | -                   | -                   | -                   | 25    | 0     | 0     |
| Sous-total            | Sous-total             | Sous-total            | 40          | 0           | 1           | 2                     | 0                     | 0                     | -          | -          | -          | -                              | -                              | -                              | -                              | -                   | 4                   | 0                   | 0                   | 46    | 0     | 1     |
| 2017-2018             | AC Milan               | Serie A               | 2           | 0           | 0           | -                     | -                     | -                     | -          | -          | -          | C3                             | 3                              | 0                              | 0                              | -                   | -                   | -                   | -                   | 5     | 0     | 0     |
| 2018-2019             | AC Milan               | Serie A               | 12          | 0           | 2           | 2                     | 0                     | 1                     | 1          | 0          | 0          | C3                             | -                              | -                              | -                              | -                   | -                   | -                   | -                   | 15    | 0     | 3     |
| 2019-2020             | AC Milan               | Serie A               | 23          | 0           | 2           | 3                     | 0                     | 0                     | -          | -          | -          | -                              | -                              | -                              | -                              | -                   | -                   | -                   | -                   | 26    | 0     | 2     |
| 2020-2021             | AC Milan               | Serie A               | 3           | 0           | 0           | 0                     | 0                     | 0                     | -          | -          | -          | C3                             | 2                              | 0                              | 0                              | -                   | -                   | -                   | -                   | 5     | 0     | 0     |
| 2021-2022             | AC Milan               | Serie A               | 1           | 0           | 0           | -                     | -                     | -                     | -          | -          | -          | C1                             | -                              | -                              | -                              | -                   | -                   | -                   | -                   | 1     | 0     | 0     |
| Sous-total            | Sous-total             | Sous-total            | 41          | 0           | 4           | 5                     | 0                     | 1                     | 1          | 0          | 0          | -                              | 5                              | 0                              | 0                              | -                   | -                   | -                   | -                   | 52    | 0     | 5     |
| 2020-2021             | Parme Calcio (prêt)    | Serie A               | 11          | 0           | 0           | -                     | -                     | -                     | -          | -          | -          | -                              | -                              | -                              | -                              | -                   | -                   | -                   | -                   | 11    | 0     | 0     |
| Sous-total            | Sous-total             | Sous-total            | 11          | 0           | 0           | -                     | -                     | -                     | -          | -          | -          | -                              | -                              | -                              | -                              | -                   | -                   | -                   | -                   | 11    | 0     | 0     |
| 2021-2022             | Sampdoria              | Serie A               | 1           | 0           | 0           | 1                     | 1                     | 0                     | -          | -          | -          | -                              | -                              | -                              | -                              | -                   | -                   | -                   | -                   | 2     | 1     | 0     |
| Sous-total            | Sous-total             | Sous-total            | 1           | 0           | 0           | 1                     | 1                     | 0                     | -          | -          | -          | -                              | -                              | -                              | -                              | -                   | -                   | -                   | -                   | 2     | 1     | 0     |
| Total sur la carrière | Total sur la carrière  | Total sur la carrière | 140         | 10          | 9           | 11                    | 1                     | 2                     | 1          | 0          | 0          | -                              | 5                              | 0                              | 0                              | -                   | 4                   | 0                   | 0                   | 161   | 11    | 11    |

## Palmarès
Prêté à l'AC Pérouse, Conti est sacré champion d'Italie du groupe B de la Serie C en 2014 (it).